# Theodor Wiederspahn
Theodor Alexander Josef Wiederspahn, más conocido como Theo Wiederspahn(Wiesbaden, 19 de febrero de 1878 - Porto Alegre, 12 de noviembre de 1952) fue un arquitecto, ingeniero y constructor alemán naturalizado brasileño.
Hijo de un carpintero y albañil, en su juventud recibió instrucción calificada en construcción, arquitectura y decoración. Comenzó su vida profesional a los 14 años como aprendiz de Phillip Mauhs, trabajando en la empresa de Josef Strecke y luego ayudando a su padre, pero la convivencia con él era difícil lo que le llevó a buscar trabajo en un estudio de arquitectura. En Alemania produjo decenas de obras de carácter diverso mostrando un gusto tanto por el experimentalismo vanguardista como por los estilos históricos. Desarrolló la parte principal de su carrera en Río Grande del Sur donde se instaló en 1908.
Su etapa dorada coincidió con un periodo de prosperidad económica regional cuando trabajó para la principal empresa de ingeniería y construcción de Porto Alegre, dirigida por Rudolf Ahrons. Ahí creó varios edificios majestuosos y ricamente decorados de líneas eclécticas, que siguen figurando entre los principales hitos arquitectónicos de la ciudad. Cuando la empresa cerró en 1915, pasó a desarrollar una carrera independiente pero tuvo que hacer frente a diversas dificultades y quebró dos veces. A pesar de ello, fue un trabajador incansable y consiguió levantar otros cientos de edificios en Porto Alegre y en varias ciudades del interior, de diversos tipos y funciones, desde escuelas e iglesias hasta viviendas populares, desde palacios burgueses hasta grandes industrias y casas comerciales. Muchos de ellos de gran importancia social, histórica y artística, contribuyendo decisivamente a renovar el panorama arquitectónico del Estado. Con los años, su estilo evolucionó y se hizo más despojado y funcional, acercándose poco a poco a la estética Decó y de la Nueva Objetividad. Se casó dos veces y tuvo cinco hijos.
Después de un período de oscuridad, superado por la escuela modernista, cuya abrumadora influencia llevó a la demolición de decenas de sus eclécticas obras, volvió a ser apreciado, y hoy, debido a la cantidad, calidad, variedad y novedad de sus proyectos y soluciones constructivas, su posición como uno de los principales exponentes de la historia de la arquitectura de Río Grande del Sur está firmemente establecida. Muchas de sus obras han sido declaradas como patrimonio histórico y artístico.